# Österreich-Bibliotheken im Ausland
Österreich-Bibliotheken im Ausland ist ein Netzwerk von insgesamt 65 (Stand 2021) Bibliotheken in 25 Ländern Mittel-, Mittelost- und Osteuropas, an denen Österreich, seine Kultur, Wirtschaft und Politik präsentiert werden. Die Bibliotheken dienen auch als Zentren für Auslands-Austriaca und allgemein einem kulturpolitischen Dialog mit den jeweiligen Ländern und stellen durch die Partnerschaft mit örtlichen Universitäten und Forschungseinrichtungen ein Wissenschaftsnetzwerk dar.
Zu den österreichischen Kooperationspartnern der Österreich-Bibliotheken gehören die Österreichische Gesellschaft für Literatur, das Zentrum für Ost- und Südosteuropa an der Niederösterreichischen Landesakademie und die Österreichische Austauschdienst-Gesellschaft (OeAD).

## Bibliotheken
| Land                                                                    | Bibliothek und Standort                                                                                           |
| ----------------------------------------------------------------------- | --- |
| Albanien                                                                | Österreich-Bibliothek Shkodra an der Universität Shkodra                                                          |
| Armenien                                                                | Österreich-Bibliothek Jerewan an der Staatlichen W. Brjussow-Universität für Sprachen und Sozialwissenschaften    |
| Aserbaidschan                                                           | Österreich-Bibliothek Baku an der Aserbaidschanischen Sprachenuniversität Baku                                    |
| Bosnien und Herzegowina                                                 | Österreich-Bibliothek Banja Luka an der Universität Banja Luka                                                    |
| Bosnien und Herzegowina                                                 | Österreich-Bibliothek Sarajevo an der National- und Universitätsbibliothek Sarajevo                               |
| Bosnien und Herzegowina                                                 | Österreich-Bibliothek Tuzla an der Volks- und Universitätsbibliothek Tuzla                                        |
| Bulgarien                                                               | Österreich-Bibliothek Russe der Internationalen Elias-Canetti-Gesellschaft                                        |
| Bulgarien                                                               | Österreich-Bibliothek Sofia an der St.-Kliment-Ohridski-Universität Sofia                                         |
| Bulgarien                                                               | Österreich-Bibliothek Weliko Tarnowo an der St.-Kyrill-und-St.-Method-Universität Weliko Tarnowo                  |
| Estland                                                                 | Österreich-Bibliothek Tallinn an der Estnischen Nationalbibliothek Tallinn                                        |
| Georgien                                                                | Österreich-Bibliothek Tiflis an der Staatlichen Universität Tiflis                                                |
| Israel                                                                  | Österreich-Bibliothek Jerusalem an der Bloomfield-Bibliothek der Hebräischen Universität Jerusalem                |
| Italien                                                                 | Österreich-Bibliothek Trient an der Stadtbibliothek Trient                                                        |
| Italien                                                                 | Österreich-Bibliothek Udine an der Universitätsbibliothek Udine                                                   |
| Kasachstan                                                              | Österreich-Bibliothek Almaty an der Ablai Khan-Universität                                                        |
| Kirgisistan                                                             | Österreich-Bibliothek Bischkek an der Arabaev-Universität                                                         |
| Kosovo                                                                  | Österreich-Bibliothek Priština an der Universität Priština                                                        |
| Kroatien                                                                | Österreich-Bibliothek Osijek an der Stadt- und Universitätsbibliothek Osijek                                      |
| Kroatien                                                                | Österreich-Bibliothek Rijeka an der Universität Rijeka                                                            |
| Kroatien                                                                | Österreich-Bibliothek Zadar an der Universität Zadar                                                              |
| Kroatien                                                                | Österreich-Bibliothek Zagreb an der Universität Zagreb                                                            |
| Lettland                                                                | Österreich-Bibliothek Riga an der Akademischen Bibliothek Lettlands                                               |
| Litauen                                                                 | Österreich-Bibliothek Vilnius an der Adam-Mickiewicz-Bibliothek Vilnius                                           |
| Nordmazedonien                                                          | Österreich-Bibliothek Bitola an der Universitätsbibliothek Bitola                                                 |
| Moldau                                                                  | Österreich-Bibliothek Chișinău an der Moldawischen Staatlichen Universität                                        |
| Polen                                                                   | Österreich-Bibliothek Breslau an der Universitätsbibliothek Breslau                                               |
| Polen                                                                   | Österreich-Bibliothek Krakau an der Jagiellonischen Bibliothek Krakau                                             |
| Polen                                                                   | Österreich-Bibliothek Oppeln an der Öffentlichen Woiwodschaftsbibliothek Oppeln                                   |
| Polen                                                                   | Österreich-Bibliothek Posen an der Universitätsbibliothek Posen                                                   |
| Polen                                                                   | Österreich-Bibliothek Rzeszów an der Universität Rzeszów                                                          |
| Polen                                                                   | Österreich-Bibliothek Warschau an der Universitätsbibliothek Warschau                                             |
| Rumänien                                                                | Österreich-Bibliothek Bukarest an der Universität Bukarest                                                        |
| Rumänien                                                                | Österreich-Bibliothek Cluj-Napoca an der Universität B. Bolyai Cluj-Napoca                                        |
| Rumänien                                                                | Österreich-Bibliothek Iași an der Universität A. I. Cuza Iași                                                     |
| Rumänien                                                                | Österreich-Bibliothek Timișoara an der Zentralen Universitätsbibliothek „Eugen Todoran“                           |
| Russland                                                                | Österreich-Bibliothek Jekaterinburg an der Staatlichen Pädagogischen Universität des Uralgebiets                  |
| Russland                                                                | Österreich-Bibliothek Moskau an der Staatlichen Linguistischen Universität Moskau                                 |
| Russland                                                                | Österreich-Bibliothek Nischni Nowgorod an der Staatlichen Linguistischen Universität Nischni Nowgorod             |
| Russland                                                                | Österreich-Bibliothek Sankt Petersburg an der Staatlichen Universität Sankt Petersburg                            |
| Serbien                                                                 | Österreich-Bibliothek Belgrad an der Universitätsbibliothek Belgrad                                               |
| Serbien                                                                 | Österreich-Bibliothek Novi Sad an der Bibliothek der Matica srpska                                                |
| Slowakei                                                                | Österreich-Bibliothek Bratislava an der Universitätsbibliothek Bratislava                                         |
| Slowakei                                                                | Österreich-Bibliothek Košice an der Pavol-Jozef-Šafárik-Universität Košice                                        |
| Slowenien                                                               | Österreich-Bibliothek Maribor an der Universitätsbibliothek Maribor                                               |
| Tschechien                                                              | Österreich-Bibliothek Brünn an der Mährischen Landesbibliothek Brünn                                              |
| Tschechien                                                              | Österreich-Bibliothek Budweis an der Südböhmischen Universität Budweis                                            |
| Tschechien                                                              | Österreich-Bibliothek Liberec an der Wissenschaftlichen Bibliothek in Liberec                                     |
| Tschechien                                                              | Österreich-Bibliothek Olmütz an der Palacký-Universität Olmütz                                                    |
| Tschechien                                                              | Österreich-Bibliothek Opava an der Universitätsbibliothek Opava                                                   |
| Tschechien                                                              | Österreich-Bibliothek Pilsen an der Studien- und Wissenschaftlichen Bibliothek der Pilsner Region                 |
| Tschechien                                                              | Österreich-Bibliothek Ústí nad Labem an der Wissenschaftlichen Bibliothek der Jan-Evangelista-Purkyně-Universität |
| Tschechien                                                              | Österreich-Bibliothek Znojmo an der Stadtbibliothek Znojmo                                                        |
| Türkei                                                                  | Österreich-Bibliothek Istanbul am St. Georgs-Kolleg Istanbul                                                      |
| Türkei                                                                  | Österreich-Bibliothek Samsun an der Universität des 19. Mai                                                       |
| Ukraine                                                                 | Österreich-Bibliothek Czernowitz an der Nationalen Jurij-Fedkowytsch-Universität Czernowitz                       |
| Ukraine                                                                 | Österreich-Bibliothek Charkiw an der Wissenschaftlichen Korolenko-Bibliothek Charkiw                              |
| Ukraine                                                                 | Österreich-Bibliothek Drohobytsch an der Staatlichen Pädagogischen Universität Drohobytsch                        |
| Ukraine                                                                 | Österreich-Bibliothek Kiew an der Wernadskyj-Nationalbibliothek der Ukraine                                       |
| Ukraine                                                                 | Österreich-Bibliothek Lemberg an der Stefanyk-Bibliothek der Ukrainischen Akademie der Wissenschaften             |
| Ungarn                                                                  | Österreich-Bibliothek Budapest an der Andrássy Universität                                                        |
| Ungarn                                                                  | Österreich-Bibliothek Debrecen an der Universitäts- und Nationalbibliothek Debrecen                               |
| Ungarn                                                                  | Österreich-Bibliothek Pécs an der Universitätsbibliothek Pécs                                                     |
| Ungarn                                                                  | Österreich-Bibliothek Szeged an der Universität der Wissenschaften Szeged                                         |
| Ungarn                                                                  | Österreich-Bibliothek Szombathely an der Westungarischen Universität                                              |
| Belarus                                                                 | Österreich-Bibliothek Minsk an der Staatlichen Linguistischen Universität Minsk                                   |
| Quelle: Bibliotheks-Verzeichnis der Österreich-Bibliotheken im Ausland. | |

## Verwandte Einrichtungen

### Österreichische Fachbibliotheken
| Land                                                                                | Bibliothek und Standort                                                                                            |
| ----------------------------------------------------------------------------------- | --- |
| Ägypten                                                                             | Österreichische Bibliothek für den arabischen Raum am Österreichischen Kulturforum Kairo                           |
| Deutschland                                                                         | Österreich-Bibliothek „Robert Musil“ Saarbrücken an der Universität des Saarlandes                                 |
| Finnland                                                                            | Österreich-Bibliothek Helsinki an der Deutschen Bibliothek Helsinki                                                |
| Italien                                                                             | Bibliothek des Österreichischen Historischen Instituts und des Österreichischen Kulturforums Rom                   |
| Japan                                                                               | Österreich-Bibliothek Tokio an der Sophia-Universität Chiyoda                                                      |
| Norwegen                                                                            | Österreich-Bibliothek Halden an der Bibliothek der Hochschule Østfold                                              |
| Spanien                                                                             | Bibliothek des Österreichischen Historischen Instituts Madrid                                                      |
| Ungarn                                                                              | Bibliothek des Österreichischen Kulturforums Budapest an der Andrássy Gyula Deutschsprachigen Universität Budapest |
| Quelle: Fachbibliotheken und Österreich-Zentren, Österreich-Bibliotheken im Ausland | |

### Bibliotheken der Österreichischen Kulturforen

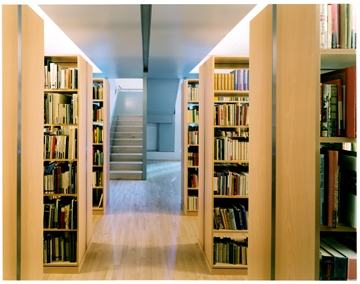
Blick in die Bibliothek des Österreichischen Kulturforum New York (2008)

Sechs der insgesamt 31 Österreichischen Kulturforen unterhalten eigene Bibliotheken. Die Bibliotheken werden von der Außenpolitischen Bibliothek des Bundesministeriums für europäische und internationale Angelegenheiten betreut.
| Land                   | Bibliothek und Standort                                                          |
| ---------------------- | -------------------------------------------------------------------------------- |
| Frankreich             | Bibliothek des Österreichischen Kulturforums Paris (forum culturel autrichien)   |
| Kroatien               | Bibliothek des Österreichischen Kulturforums Zagreb (austrijski kulturni forum)  |
| Tschechien             | Bibliothek des Österreichischen Kulturforums Prag (rakouské kulturní fórum)      |
| Ungarn                 | Bibliothek des Österreichischen Kulturforums Budapest (osztrák kulturális fórum) |
| Vereinigtes Königreich | Bibliothek des Österreichischen Kulturforums London (austrian cultural forum)    |
| Vereinigte Staaten     | Bibliothek des Österreichischen Kulturforums New York (austrian cultural forum)  |

### Bibliotheken der Österreich- und Studien-Zentren
| - Armenien: Jerewan - Belgien: Antwerpen - Bosnien und Herzegowina: Sarajevo - Brasilien: Porto Alegre - Dänemark: Roskilde - Indien: Neu-Delhi - Israel: Jerusalem - Kanada: Edmonton - Kuba: Havanna - Marokko: Fès - Neuseeland: Otago - Niederlande: Leiden - Polen: Łódź - Portugal: Coimbra | - Südkorea: Seoul - Rumänien: Sibiu - Schweden: Skövde - Tschechien: Ústí nad Labem - Türkei: Istanbul - Türkei: Şanlıurfa - Ukraine: Lemberg - Ungarn: Gyula - Vereinigtes Königreich: Aberdeen - Vereinigtes Königreich: London - Vereinigte Staaten: Minneapolis - Vereinigte Staaten: New Orleans - Vereinigte Staaten: St. Louis - Vereinigte Staaten: Washington, D.C. |